# Пеновский мост
Пеновский мост — железобетонный балочный автодорожный мост через реку Волгу, расположенный в посёлке городского типа Пено Пеновского района Тверской области на автодороге «Осташков — „Ржев-Великие Луки“». Мост имеет 4 пролёта.

## Характеристики
- Схема моста — 4×33,0 м.
- Длина моста без подходов 138,44 м.
- Длина между шкафными стенками устоев — 132,14 м.
- Ширина моста — 12,8 м.
- Ширина проезжей части — 9,3 м.
- Ширина тротуаров слева/справа — 1,5/1,7 м.
- ширина бордюрного ограждения — 0,15 м.
- Высота бордюрного ограждения — 0,35 м.
- Высота перильного ограждения — 1,1 м.
- Расположение моста в плане — на прямой.
- Опоры освещения — с левой стороны над промежуточными опорами № 2;3;4.
- Проезд под мостом — под пролётом № 4 грунтовый.
- Тип фундаментов — свайный ростверк.

Строителем моста был Мостоотряд № 19 Минстроя СССР.
Мост введён в эксплуатацию в 1974 году.